# Euploidie
Unter Euploidie versteht man, in der Genetik, das Vorliegen von einem (oder mehreren) vollständigen, ganzzahlig-mehrfachen Chromosomensatz. Ist dies nicht der Fall, liegt eine Aneuploidie vor. 
In der Präimplantationsdiagnostik ist man zwar technisch in der Lage, euploide Embryonen gezielt zu identifizieren und für den anschließenden Transfer auszuwählen, die Methode wird allerdings aus rechtlichen Gründen nicht in allen Ländern angewendet.
Es wird zwischen drei Formen der Euploidie unterschieden:
- Haploidie bezeichnet das Vorhandensein eines vollständigen Chromosomensatzes[3]
- Diploidie bezeichnet das Vorhandensein von zwei kompletten Chromosomensätzen (2n), was in bestimmten Entwicklungsphasen normal ist. Die Überführung von haploiden zu diploiden Zellen kann künstlich durch Einwirkung [mutagen]er Substanzen oder Wirkstoffe (wie Colchicin) angeregt werden.[4]
- Polyploidie  liegt vor, wenn der Organismus drei (Triploidie), vier (Tetraploidie) oder mehr vollständige Chromosomensätze aufweist. Bei Autopolyploidie stammen sämtliche der vorhandenen Chromosomen von ein und derselben Art, während dies bei Allopolyploidie, die z. B. durch die Kreuzung verschiedener Arten entsteht, nicht der Fall ist.[5] Polyploidie kann bei der Meiose entstehen, ist aber bei zahlreichen Organismen normal (Weizen ist mit drei doppelten Chromosomensätzen z. B. hexaploid).[6]